# Marc Antoine
Marc Antoine (28 de mayo de 1963) es un compositor, guitarrista y productor musical francés. En la actualidad es una de las figuras más reconocidas del smooth jazz.

## Biografía
Nacido en París, hijo de un reputado boxeador, a los once años comienza a tocar la guitarra, pero no es hasta los trece cuando, advirtiendo su notable destreza, su padre decide mandarlo al conservatorio.
Los años sucesivos fueron agotadores. Al margen de la música, Marc Antoine era también una joven promesa de la natación de su país, por lo que debía dedicar la práctica totalidad de la jornada a cumplir con las exigencias que ambas actividades requerían. Entre los catorce y los dieciséis años disputa los campeonatos de Europa junior e incluso se llega a apuntar un posible futuro olímpico. Pero cuando finalmente se ve obligado a tomar una determinación, aconsejado por su padre, se inclina por la música.
A pesar de su formación eminentemente clásica, desde muy joven comienza a experimentar con nuevos estilos y a sentirse atraído por sonidos muy heterogéneos. Así, a los diecinueve años, tras haber superado un accidente que le seccionó varios tendones y nervios de la mano izquierda y que a punto estuvo de inhabilitarlo como guitarrista, comienza a tocar jazz y afro-pop en varios locales de París.
En 1988 se traslada a Londres para formar parte de la Reggae Philharmonic Orchestra. En esta etapa trabaja también con Soul To Soul, Pato Banton y General Public y se adentra en la efervescente escena del acid jazz de la capital inglesa.
A principios de los 90 se marcha a Estados Unidos y se instala en Los Ángeles. En su etapa americana colabora con artistas consagrados como Sting, Rod Stewart, Céline Dion e interviene en corrientes más innovadoras como Solsonics, Gurú o Queen Latifah, además de Basia o Chris Botti.

## Música
Además de sus numerosas colaboraciones con otros artistas, Marc Antoine posee una amplia carrera en solitario.
En 1994 publica su primer álbum, Classical Soul, que pronto ascendió a lo más alto de las listas de éxitos gracias al single Unity y que le proporcionó una excelente acogida en el ámbito jazzístico americano. Su siguiente trabajo, Urban Gypsy (1995), es una mezcla de flamenco, jazz latino y funk que significó su auténtica consagración. A este disco pertenece Latin Quarter, tema que perdura aún hoy como el mayor de sus éxitos.
Tras estos dos primeros discos con NYC Records, llega a un acuerdo con Tommy LiPuma, el prestigioso productor de Miles Davis, George Benson o Diana Krall, mediante el cual firma con GRP.
Con este sello grabará sus siguientes trabajos. A Madrid (1998), inaugurado con la sobresaliente Sunland y vivo reflejo de sus influencias latinas y flamencas, le siguen Universal Language (2000), un álbum muy ecléctico en el que cuenta con la colaboración del músico congoleño Lokua Kanza, y Cruisin' (2001), que contiene otro de sus temas más señalados: Más que nada, impregnado de folk brasileño.
Con la discográfica Rendezvous Entertainment graba en 2003 el álbum Mediterráneo, una nueva combinación de sonidos en torno a la calidez de la guitarra acústica, y en 2005 Modern Times. Hi-Lo Split (2007) supone su primer disco con la casa Peak Records y es nominado a los Latín Billboard music awards 2008 como mejor latín jazz album of the year. Le sigue "Foreign Exchange"(2009), "My Classical Way" (2010) y "Guitar Destiny" ( 2012) grabados bajo su propio sello discográfico Frazzy Frog Music. “Laguna Beach” (2016) , “So Nice”( 2017) y “Something About Her” (2021) 
Cabe señalar también que su música aparece en películas como Demolition Man (1993), Get Shorty (1995), Fanático (The Fan, 1996), Medianoche en el Jardín del bien y del mal (Midnight in the Garden of Good and Evil, 1997) o Patch Adams (1998).

## Discografía en solitario
- Classical Soul (1994)
- Urban Gypsy (1995)
- Madrid (1998)
- Universal Language (2000)
- Cruisin' (2001)
- The Very Best of Marc Antoine (2003)
- Mediterráneo (2003)
- Modern Times (2005)
- Hi-Lo Split (2007)
- "Foreign Exchange" (2009)
- "My Classical Way"(2010)
- "Guitar Destiny" (2012)
- “Laguna Beach “ (2016)
- “So Nice” (2017)
- “Something About Her” (2021)